# به‌دام‌افتاده در بهشت
به‌دام‌افتاده در بهشت (به انگلیسی: Trapped in Paradise) یک فیلم سینمایی آمریکایی در ژانر کمدی محصول سال ۱۹۹۴ و به کارگردانی جورج گالو است. در این فیلم بازیگرانی همچون نیکلاس کیج، جان لاویتس، دانا کاروی، مدشن امیک، فلورنس استنلی، دونالد موفات، آنجلا پاتون، جان اشتون، شان مک‌کان، ریچارد جنکینز، شان اوبراین ایفای نقش کرده‌اند.

## خلاصه داستان
داستان در مورد سه برادر است که در روز کریسمس قصد سرقت از بانک یک شهر کوچک را دارند، اما در بانک گیر می‌افتند و …